# Strings (b-flowerの曲)
「Strings」（ストリングス）は、日本のネオアコ・バンドである b-flower の7インチ英国リリース第2弾 (Frosty 09)。1994年に Sugarfrost Records（しゅがふろすと）より発売。

## 概要
前作『Stay Still』同様、日本語のままでリリースされた。
リリース元のしゅがふろすと主宰の山内章子は、「ヨーロッパのインディーポップファンに一番受けたのはこのバンドだった」と後日語っている。

## 収録曲
1. Strings (2:56)
  - 作詞・作曲：八野英史
  - 『Clover Chronicles I』収録の『誕生日』。
  - 「点々で描かれる美しい風景のような細やかだけど厚みもあるポップソング」とは山内の評。
  - ブラック・サバスからレディオヘッドまで著名ミュージシャン／バンドがアルバム録音を行った、「現在はもうないが有名なオックスフォードのマナー・ハウス・スタジオ (The Manor House Studio) で録音調整」された[1]。
2. Country Robinson (3:45)
  - 作詞・作曲：八野英史
  - 『World's End Laundry〜メルカトルのための11行詩〜』収録の『紺碧の空、キッチンの赤い壁』。

## 備考
- ジャケットは、山内の手による。
- この7インチ (Frosty 09) を含む前後三作[2]はブックレット仕様のシリーズとなっている。「デザインは Siesta レコードも担当している友人の Paradiso (現Paradiso Creative、Jon Parker)、中身はバンドとは関係のないショートストーリーでいろんな人が担当しており、タイプは They Go Boom (TGB) のマイク君 (Mike Innes)。」（山内）[1]。同様の体裁が、後3枚のシングル／CDにも引き継がれた。